# Linia kolejowa Lyon – Genf
Linia kolejowa Lyon – Genewa – ważna francuska linia kolejowa. Łączy Lyon z Genewą w Szwajcarii. Jest wykorzystywana przez pociągi TGV Paryż-Genewa oraz Genewa-południowa Francja, TER Rhône-Alpes, Rhône Express Regional, a także pociągi towarowe.